# ヴィクトル・エーレンベルク
ヴィクトル・エーレンベルク（Victor Ehrenberg、1891年11月22日 - 1976年1月25日）は、ナチスの迫害を逃れてイギリスに移住した、ドイツの歴史家。ハンブルク近郊のアルトナに生まれ、ロンドンで没した。

## 生涯
カッセルの学校に学んだ後、シュトゥットガルトで建築を、1912年からはゲッティンゲンやベルリンで古代史学を学んだ。第一次世界大戦の兵役に就いた後、テュービンゲンで学究生活に戻り、そこで1920年に博士号を取得し、1922年からフランクフルト・アム・マインで教授職を得た。
1929年、エーレンベルクはプラハのドイツ語大学（プラハ・カレル大学の一部）の古代史教授に任じられた。ナチス・ドイツによるチェコスロバキア併合の直前の1939年2月、エーレンベルクは家族とともにイギリスへ逃れ、第二次世界大戦中は、ニューカッスル大学など数校で講師を務めた。1946年、ドイツへ戻らないことを決意したエーレンベルクは、ミュンヘン大学からの教職の提示を断り、ロンドン大学教授となった。
エーレンベルクの学問上の業績は広範囲にわたったが、その中心にあったのは古代ギリシアの歴史であった。エーレンベルクの最も有名な著作は、『Aristophanes und das Volk von Athen. Eine Soziologie der altattischen Komödie』（「アリストパネスとアテナイの民衆：古代ギリシア喜劇の社会学」の意：英語版の書名は The people of Aristophanes）である。

## 親族
祖父は、ドイツのユダヤ人学校サムソン・スクールの校長だったサムソン・マイヤー・エーレンバーグで、歴史学者・法学者ルドルフ・イェーリングの娘と結婚した同名のヴィクトル・エーレンベルク (法学者)は叔父にあたる。
息子に、歴史学者のサー・ジョフリー・エルトンと、物理学者で教育学者のルイス・エルトンがいる（兄弟はイギリスへの移住後、姓を英語風に変えた）。作家でコメディアンのベン・エルトン (Ben Elton) は、孫のひとりである。

## 著書
- Ost und West. Studien zur geschichtlichen Problematik der Antike. Brünn 1935.
- Alexander and the Greeks. Blackwell, Oxford 1938.
- The people of Aristophanes. Blackwell, Oxford 1943. Deutsche Ausgabe: Aristophanes und das Volk von Athen. Eine Soziologie der altattischen Komödie. Artemis, Zürich und Stuttgart 1968.
- Der Staat der Griechen. 2. erweiterte Auflage. Artemis, Zürich und Stuttgart 1965.
- Polis und Imperium. Beiträge zur Alten Geschichte. Hrsg. v. K. F. Stroheker und A.J. Graham. Artemis, Zürich und Stuttgart 1965.
- From Solon to Socrates. Greek history and civilization during the sixth and fifth centuries B. C. Methuen, London 1968 und Nachdrucke, ISBN 0-415-04024-8

## 関連文献
- Wilhelm Sternfeld, Eva Tiedemann: Deutsche Exilliteratur 1933–1945. Eine Bio-Bibliographie, Schneider, Heidelberg/Darmstadt, 1962
- Kai Brodersen: „To write history and to live history are two very different things“. Victor Ehrenberg in Newcastle upon Tyne 1941–45. In: ders. (Hrsg.): Die Antike außerhalb des Hörsaals. Lit, Münster u. a. 2003. S. 165–168. ISBN 3-8258-6852-4
- Kay Ehling: „Vielleicht werde ich auch einmal wieder Deutschland besuchen können.“ – Ein Brief Victor Ehrenbergs vom 20. Februar 1947. In: Historia 53 (2004), S. 121–128.